# Rheum acuminatum
Rheum acuminatum là một loài thực vật có hoa trong họ Rau răm. Loài này được Hook. f. & Thomson miêu tả khoa học đầu tiên năm 1885.